# Way Out (Roxette)
Way Out è un singolo del duo pop Roxette pubblicato nel 2011 dall'etichetta discografica EMI, secondo estratto dall'album Charm School.

## Il disco
Scritta e interpretata principalmente da Per Gessle, pubblicata in Germania e in altri paesi europei,.

## Tracce
1. Way Out (Gessle) - 2:46
2. Crash! Boom! Bang!/Anyone [Live Forest National, Brussels, Oct. 22, 2001] (Gessle) - 6:22